# Асахі (Тояма)

36°57′ пн. ш. 137°34′ сх. д. / 36.950° пн. ш. 137.567° сх. д.
Аса́хі  (яп. 朝日町, あさひまち, МФА: [asaçi mat͡ɕi̥]) — містечко в Японії, в повіті Сімо-Ніїкава префектури Тояма. Станом на 1 квітня 2009 площа містечка становила 226,32 км². Станом на 1 липня 2011 населення містечка становило 13 431 осіб.